# Vižintini Vrhi
Vižintini Vrhi (wł. Monti di Visintini) – wieś w Chorwacji, w żupanii istryjskiej, w gminie Oprtalj. W 2011 roku liczyła 23 mieszkańców.